# Misstoestanden (film)
Misstoestanden is de tweede film die gemaakt is rond het personage Kiekeboe van Robert Merhottein.
Na de verfilming van Het witte bloed bleef het een droom van Merho om een 'echte' film rond Kiekeboe te maken. De film is echter geen succes geworden. Ook Merho zelf distantieerde zich van het eindresultaat en reageerde zijn woede af in twee Kiekeboe-albums, Misstoestanden (nadrukkelijk aangegeven als "het album waarop de gelijknamige film niet gebaseerd is") en De Simstones.

## Verhaal
De film vertelt het verhaal van André Mahy (Jan Steen), een jonge filmregisseur die niet aan de bak komt. Ondanks zijn kunstzinnige verschijning en zijn subliem ideeëngoed moet hij voldoening nemen met een baantje als kaartjesscheurder in het filmmuseum. Op een dag komt zijn neef Frank (Wim Opbrouck), André oppikken. Frank heeft geld en filmplannen...

## Rolverdeling
| Acteur            | Personage               | Opmerkingen         |
| ----------------- | ----------------------- | ------------------- |
| Luk Wyns          | Marcel Kiekeboe/Merho   |                     |
| Ingrid De Vos     | Charlotte Kiekeboe      |                     |
| Veerle Baetens    | Fanny Kiekeboe/Lien     |                     |
| Jonas Wyns        | Konstantinopel Kiekeboe |                     |
| Karel Deruwe      | Van De Kasseien         | Baas van Kiekeboe   |
| Fred Van Kuyk     | Sapperdeboere           |                     |
| Annie Geeraerts   | Moemoe                  | Moeder van Kiekeboe |
| Rob Vanoudenhoven | Fernand Goegebeur       |                     |
| Wim Opbrouck      | Frank Verbert           |                     |
| Jan Steen         | André Mahy              |                     |
| Marc Peeters      | Oscar Weyler            |                     |

## Trivia
- Annie Geeraerts speelde ook Moemoe in de eerste Kiekeboe-film: Het Witte Bloed.
- Ook Wim Opbrouck had als verpleger Gustaaf een rol in de eerste Kiekeboe-film.